# Leticia Viviane Dias Rodrigues
Leticia Viviane Dias Rodrigues (Praia Grande, 12 marzo 1995) è una cestista brasiliana.

## Carriera
Con il Brasile ha disputato i Campionati americani del 2017.